# Едвін Корр
Едвін Гарст Корр (англ. Edwin Gharst Corr; 6 серпня 1934, Норман (Оклахома)) — американський дипломат, в 1980-х — посол США в декількох латиноамериканських країнах. Грав видну роль в проведенні латиноамериканської політики адміністрацій Джиммі Картера і Рональда Рейгана, особливо в Болівії і Сальвадорі. Підозрювався в причетності до скандалу Іран-контрас. Вважається великим фахівцем з питань національної безпеки, «нетрадиційних» методів війни, таємним дипломатичним операціями.

## Місії в «гарячих точках»
Закінчив Університет Оклахоми, має вчений ступінь магістра політології. У 1957—1961 служив в морській піхоті. З 1961 — на дипломатичній службі.
Едвін Корр спеціалізувався на проблематиці національної безпеки і «нетрадиційних» силових операціях — контрповстанчестве, боротьбі з тероризмом, наркомафією. У 1966—1968 він очолював структуру Корпусу миру в західних районах Колумбії. Був одним із засновників і авторів програм Міжамериканського фонду (IAF) в 1971.
З 1972 по 1975 Едвін Кор — помічник американського посла в Таїланді. На цій посаді координував військово-дипломатичні місії США в Таїланді, Південному В'єтнамі і Лаосі. Після закінчення В'єтнамської війни повернуто на латиноамериканський напрям.
У 1976—1978 Едвін Корр був дипломатичним представником США в Еквадорі, кілька місяців займав пост повіреного в справах. У 1978—1980 (адміністрація Джиммі Картера), Кор був помічником держсекретаря Сайруса Венса по боротьбі з міжнародним наркобізнесом.

## Посол в Латинській Америці

### Перу і Болівія

#### Проти перуанських ультралівих
У листопаді 1980 Едвін Корр був призначений послом США в Перу. Кількома місяцями раніше президентом Перу був обраний правий проамериканський політик Фернандо Белаунде Террі, тому американо-перуанські відносини були швидко нормалізовані після тривалого періоду відчуження. Посол Корр сприяв уряду Белаунде Террі в боротьбі з маоістської терористичною організацією Сендеро Луміносо.

#### Проти ультраправих болівійських
Одночасно Корр курирував посольство США в Болівії. На цьому напрямку його супротивниками виступали в більшій мірі не ультраліві, а ультраправі сили. Будучи прихильником дотримання демократичної законності, він негативно поставився до «кокаїновому перевороту» липня 1980 і режиму генерала Гарсіа Месы. На його адресу надходили погрози, авторство яких приписувалося раднику Гарсіа Месы італійському неофашисту Стефано Делле Кьяйе. Корр наполягав на висилку Делле Кьяйе з Болівії, засуджував порушення прав людини і кримінальні зв'язки гарсиамесистского уряду.
Після відсторонення Гарсіа Месы від влади, в грудні 1981, Едвін Корр був призначений послом США в Болівії.

### Сальвадор і Нікарагуа

#### У сальвадорській війні
У серпні 1985 Едвін Корр був направлений послом в Сальвадор. Положення в цій центральноамериканській країні належало тоді до зовнішньополітичних пріоритетів США — запекла громадянська війна в Сальвадорі була важливою ділянкою глобальної Холодної війни.
Едвін Корр проводив на своєму посту жорсткий курс адміністрації Рональда Рейгана: всебічна підтримка сальвадорських влади в протистоянні ліворадикальному повстанському руху. Основну відповідальність за кровопролиття він покладав на ФНОФМ і нікарагуанських сандіністів, прагнули поширити на Сальвадор марксистський режим. У той же час Корр засуджував і ультраправий тероризм ескадронів смерті, свідчив про внеправовом насильство з боку сальвадорської армії. Він надавав повну підтримку президенту Хосе Наполеону Дуарте, противостоявшему екстремістам з обох сторін. Проте головну небезпеку Корр вбачав у радянських, комуністичних і вкрай лівих силах.
Евін Корр був нагороджений орденом Матіаса Дельгадо — вищою нагородою Сальвадора, вручається іноземцям.

#### У протистоянні никарагуанском
У 1986—1991 Едвін Корр підозрювався в причетності до скандалу Іран-контрас. Комісія конгресу отримала інформацію про його зв'язки з мережею приватних підприємств, що надавали допомогу нікарагуанським антикомуністичним партизанам. Стверджувалося також, що Корр перебував у контакті з відомим оперативником ЦРУ Феліксом Родрігесом і брав участь в організації постачання контрас з одного з сальвадорських аеродромів. Зі свого боку Корр не визнавав порушень закону, доказів виявлено не було.

## Політолог і консультант
У 1988 Едвін Корр залишив держслужбу. Викладав політологію на як професор Університету Оклахоми. Був заступником директора університетського Міжнародного програмного центру (IPC). На цій посаді Корр у 2003—2004, після військового повалення Саддама Хусейна організовував контакти між американськими та іракськими університетами.
У 1995 Едвін Корр заснував і до 2001 очолював міжнародну неурядову організацію «Енергетичний інститут Америк». Займався посередництвом між американськими і іноземними нафтогазовими компаніями.
У 2003—2007 Едвін Корр відвідував Ірак, аналізував ситуацію, виробляв рекомендації з антитерористичних заходів. Консультує Корпус морської піхоти і військові навчальні заклади.
Едвін Кор — автор і співавтор ряду робіт по історії конфліктів періоду Холодної війни і аналітичних нарисів з політичного екстремізму, тероризму, оргзлочинності і методи протидії.